# The Baker Street Irregulars

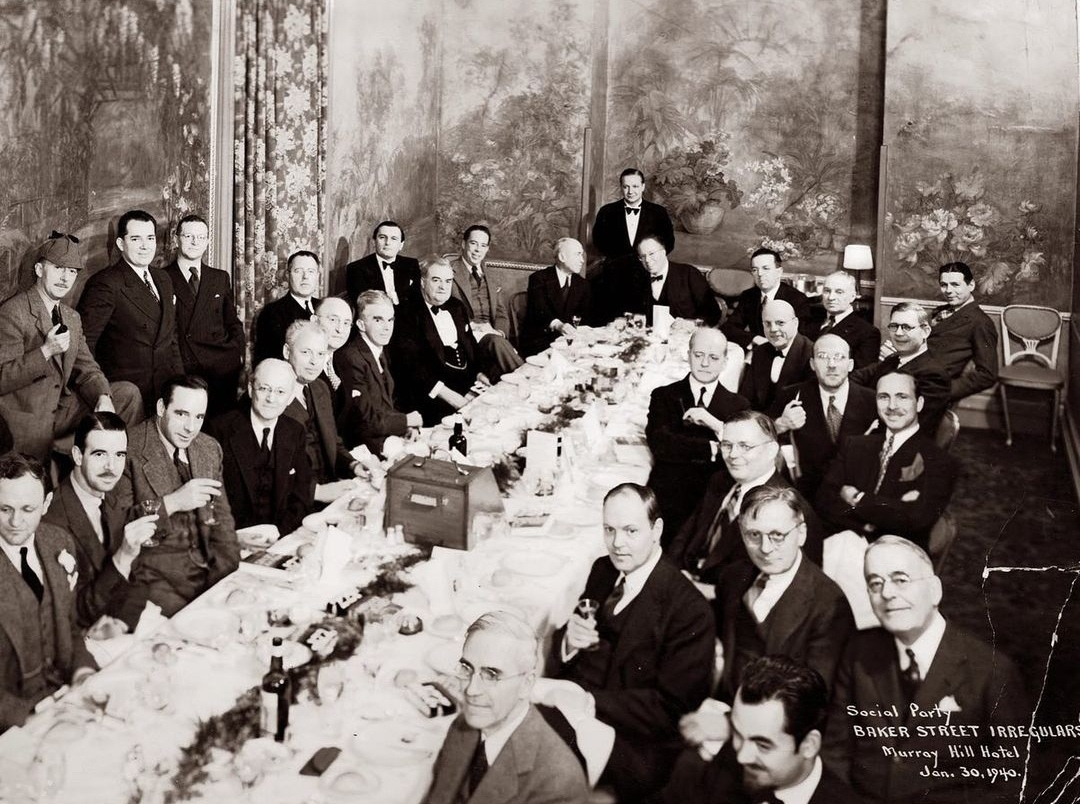
Meeting dei Baker Street Irregulars, 30 gennaio 1940.

The Baker Street Irregulars, spesso abbreviato in BSI, è un'organizzazione di appassionati del personaggio di Sherlock Holmes fondata nel 1934 dallo scrittore Christopher Morley. La società letteraria conta attualmente circa 300 membri in tutto il mondo (330 membri viventi alla data del 20/01/2025).

## Storia

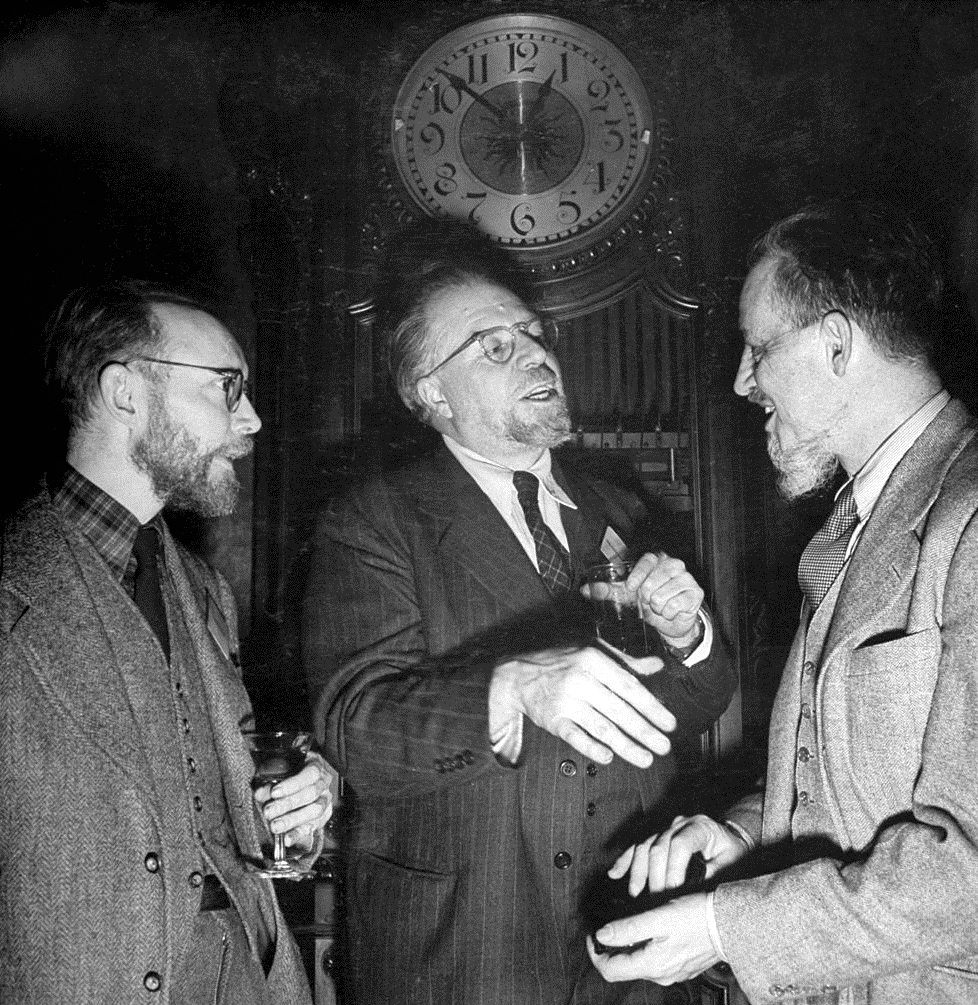
Fletcher Pratt, Christopher Morley e Rex Stout (1944)

I BSI nacquero come una costola del gruppo informale fondato da Christopher Morley, il "Three Hours for Lunch Club" (letteralmente: il club delle tre ore di pausa pranzo) che si riuniva per discutere di arte e letteratura. La riunione inaugurale si tenne nel 1934 presso il ristorante Cella's di New York. Tra i primi partecipanti figuravano l'attore William Gillette, i critici letterari Vincent Starrett e Alexander Woollcott e l'ex pugile campione del mondo dei pesi massimi Gene Tunney. Morley mantenne per l'organizzazione un carattere informale, che divenne più regolare quando la leadership passò nelle mani del vicepresidente della General Motors Edgar W. Smith.
Nel febbraio 1934 Elmer Davis, un amico di Morley, elaborò una "Costituzione" per il gruppo che ne illustrava gli scopi e spiegando che chiunque avesse passato un determinato test avrebbe potuto essere ammesso a far parte della società. Questo test, un cruciverba realizzato dal fratello minore di Christopher Morley, Frank, fu pubblicato sul numero di maggio 1934 della rivista Saturday Review of Literature.
Edgar W. Smith guidò i BSI dal 1940 fino al 1960, inizialmente con il titolo di "Buttons" e in seguito di "Buttons-cum-Commissionaire". Julian Wolff fu a capo dei BSI dal 1960 fino al 1986 e utilizzò il titolo di "Commissionaire". Dal 1986 al 1997, Thomas L. Stix Jr. fu il leader della società, e usò il titolo di "Wiggins" (un riferimento al ragazzino, capo degli Irregolari di Baker Street, aiutanti informali di Sherlock Holmes nei romanzi Uno studio in rosso e Il segno dei quattro). Il titolo di "Wiggins" è stato usato dal 1997 in poi, quando il ruolo venne assunto da Michael Whelan e successivamente, nel 2020, da Michael Kean.
L'organizzazione per molto tempo non ha ammesso donne tra i propri membri, una politica che è stata cambiata solo nel 1991. Questo ha favorito la nascita di una società femminile, The Adventuresses of Sherlock Holmes, le cui fondatrici avevano partecipato al picchettaggio di una delle riunioni dei BSI.
I membri della società partecipano al "grande gioco" sherlockiano in base al quale Sherlock Holmes e il dottor Watson erano personaggi reali e Sir Arthur Conan Doyle fosse semplicemente l'"agente letterario" di Watson.
La partecipazione alla società avviene solo dietro invito e i membri sono cooptati secondo criteri che non vengono resi noti al pubblico. Ai membri viene assegnato un nome basato sul canone sherlockiano. Dalla sua costituzione, la società ha avuto 760 membri.
Tra le personalità più famose che fanno o hanno fatto parte dei Baker Street Irregulars rientrano i Presidenti degli Stati Uniti Franklin D. Roosevelt e Harry Truman (entrambi come soci onorari), numerosi scrittori tra i quali Isaac Asimov, Rex Stout, Frederic Dannay, Neil Gaiman, Manly Wade Wellmann, Poul Anderson, Vincent Starrett, Anthony Boucher, John Gardner, S. J. Rozan, Fletcher Pratt, H. C. Potter, Stuart Palmer, Nicholas Meyer, Nancy Holder, Laurie R. King, Lyndsay Faye, August Derleth, David Stuart Davies, Dana Cameron e il premio Pulitzer Michael Dirda; attori, come Edith Meiser, Douglas Wilmer e Curtis Armstrong; commediografi, come Ken Ludwig, e artisti, come Frank Cho e Frederic Dorr Steele.
L'organizzazione pubblica un periodico trimestrale, The Baker Street Journal, tuttora edito fin dal 1946 tranne per una sospensione negli anni 1949-1951.
I BSI hanno generato numerose società affiliate, o "scion societies", molte delle quali (tra cui la società italiana "Uno Studio in Holmes") sono ufficialmente riconosciute dai BSI.  Altre società sherlockiane indipendenti includono l'inglese Sherlock Holmes Society of London,  The Adventuresses of Sherlock Holmes e la canadese The Bootmakers of Toronto.